# Нусалаут
Нусалау́т (Нуса-Лаут, індонез. Nusalaut) — один з 14 районів округу Центральне Малуку провінції Малуку у складі Індонезії. Розташований на острові Нуса-Лаут. Адміністративний центр — село Тітавааї.

## Адміністративний поділ
До складу району входять 7 сіл:
| Населений пункт | Населення, осіб (2010) |
| --------------- | ---------------------- |
| Абубу, село     | 658                    |
| Акоон, село     | 537                    |
| Аметх, село     | 1420                   |
| Леїніту, село   | 381                    |
| Налахья, село   | 486                    |
| Сіла, село      | 277                    |
| Тітавааї, село  | 1563                   |